# IC 5219
IC 5219 је спирална галаксија у сазвјежђу Тукан која се налази на листи објеката дубоког неба у Индекс каталогу.
Деклинација објекта је - 65° 53' 37" а ректасцензија 22h 28m 44,1s. Привидна величина (магнитуда) објекта IC 5219 износи 15,1 а фотографска магнитуда 15,9. IC 5219 је још познат и под ознакама ESO 109-4, AM 2225-660, PGC 68955.